# Metagonia villosa
Metagonia villosa là một loài thực vật có hoa trong họ Thạch nam. Loài này được (Sm.) Nutt. mô tả khoa học đầu tiên năm 1843.